# Ispetrell
Ispetrell (Pagodroma nivea) är en havsfågel som förekommer kring Antarktis. Den placeras som ensam art i sitt släkte Pagodroma i familjen liror och ordningen stormfåglar.

## Utbredning och underarter
Ispetrellen häckar på den antarktiska kontinenten och på några närbelägna öar. Den är en av endast tre fågelarter som uteslutande häckar i Antarktis (de övriga två är sydpolslabb och kejsarpingvin) och arten är en av karaktärsfåglarna för kontinenten. 
Arten delas upp i två underarter med följande utbredning:
- Pagodroma nivea nivea, "mindre ispetrell" – häckar på Sydgeorgien och närbelägna öar, på öar i Scotiahavet och på arktiska halvön.
- Pagodroma nivea confusa (Mathews, 1912), "större ispetrell" – häckar på Sydsandwichöarna och ögruppen Géologie

Taxonet confusa ges ibland egen artstatus men enligt Marchant & Higgins (1991) förekommer en mycket stor hybridiseringszon mellan dessa båda taxa.
Fågeln tillhör en liten grupp i familjen liror som omfattar två arter stormfåglar i Fulmarus, två arter jättestormfåglar (Macronectes) samt de monotypiska arterna brokpetrell (Daption capense) och antarktispetrell (Thalassoica antarctica)

## Utseende
Ispetrellen mäter cirka 30–35 centimeter och har ett vingspann på mellan 76 och 79 centimeter. Fjäderdräkten är helt vit, näbben och irisen svarta och fötterna blågrå.

## Ekologi

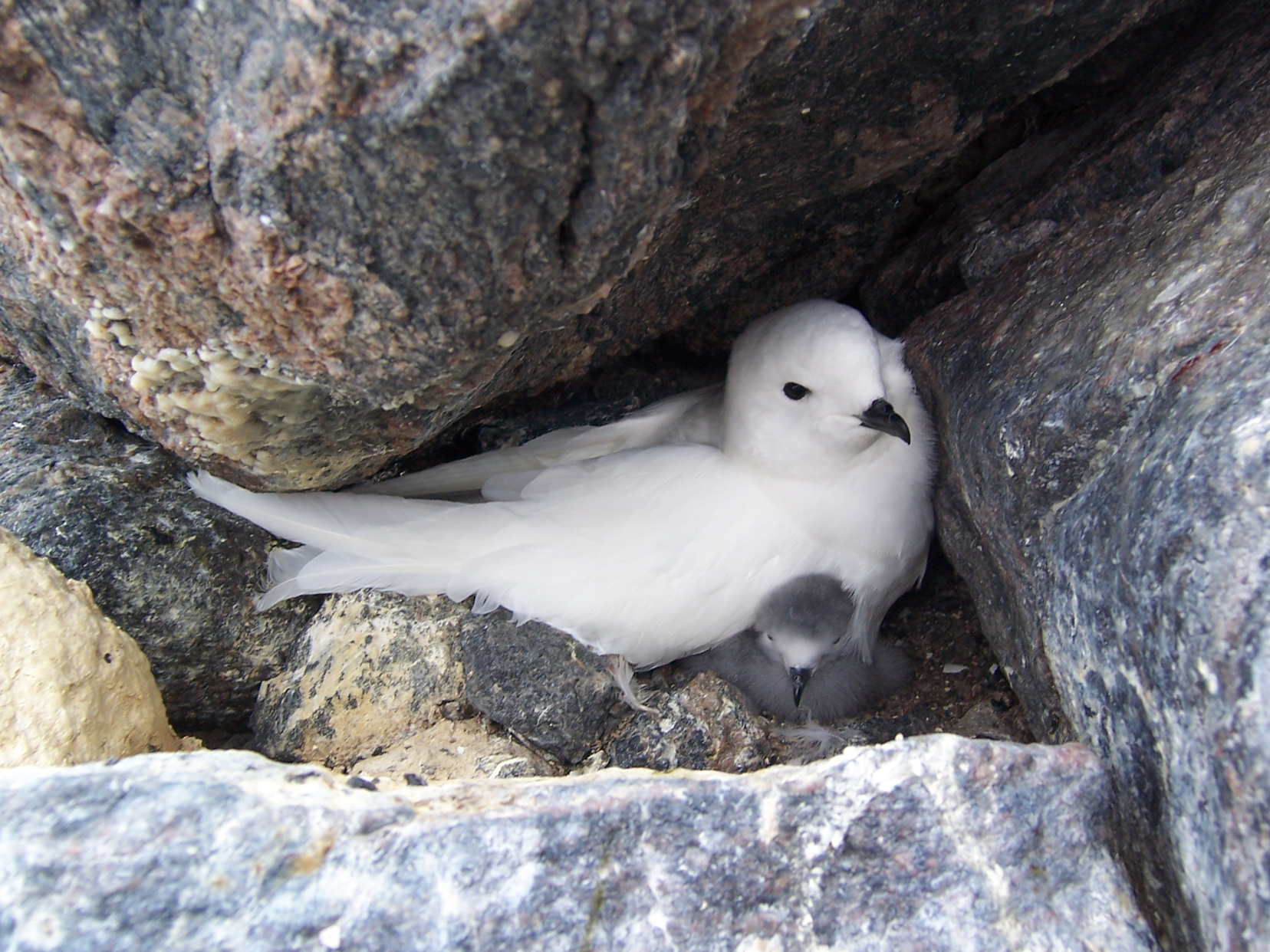

Ispetrellen häckar i klippskrevor, ibland över 100 km från kustlinjen på berg som sticker upp ur inlandsisen. Ispetrellen och de andra två antarktiska arterna, antarktispetrell och sydpolslabb, har observerats häcka i bergsområden på uppemot 80° sydlig bredd. Den äter mest mindre kräftdjur men tar också en del fisk och kan äta av kadaver. Petrellerna flyger långa sträckor till havs för att finna föda, medan den opportunistiska sydpolslabben (jordens sydligaste rovdjur) livnär sig på petrellerna och deras ägg.

## Ispetrellen och människan
Fågeln kallades förr även snölira och isstormfågel.

## Status och hot
Arten har ett stort utbredningsområde och en stor population med stabil utveckling. Utifrån dessa kriterier kategoriserar internationella naturvårdsunionen IUCN arten som livskraftig (LC). Världspopulationen uppskattas till fyra miljoner individer.